# Velkey László
Velkey László (Cegléd, 1927. szeptember 30. – Miskolc, 2010. április 22.) magyar orvos, gyermekgyógyász, tanszékvezető egyetemi tanár, országgyűlési képviselő, a Miskolci Akadémiai Bizottság tagja, Miskolc város díszpolgára.

## Élete, munkássága
Pedagógus szülők gyermekeként született. Édesapja útmutató „jelszavai” egész életét végigkísérték és meghatározták: a lelkiismeretesség, a törekvés (de soha nem törtetés), a kitartás, a figyelem, az alaposság, a rend, a lendület és végül, de nem utolsósorban a szeretet. Tízen voltak testvérek, akik közül öten pedagógusok lettek. 
Mezőberényben végezte alapfokú iskolai tanulmányait, majd Cegléden érettségizett a Kossuth Lajos Gimnáziumban. 1946-ban felvételizett a Pázmány Péter Tudományegyetem orvosi karára, és itt végzett 1952-ben (ekkor a kar már önállósult, és Budapesti Orvostudományi Egyetem volt a neve). Végzés után azonnal Miskolcra került, ahol a Semmelweis Kórház gyermekosztályán lett segédorvos. 1961-ben adjunktus lett, majd 1961 és 1964 között a Debreceni Orvostudományi Egyetem gyermekklinikáján dolgozott – miskolci székhellyel. 1964-től ő lett a Megyei Kórház gyermekosztályának osztályvezető főorvosa, egyben megyei szakfőorvos is. 1968-ban szerezte meg az orvostudomány kandidátusa tudományos fokozatot, majd 1981-ben tanszékvezető egyetemi tanár lett. Ő lett a kezdeményezésére 1976-ban létrejött Gyermekegészségügyi Központ (GYEK) igazgató főorvosa, amely beosztást 1992-ig, nyugdíjba vonulásáig betöltötte.
Munkája mellett tíz éven át részt vett a területi csecsemőellátást segítő mozgó szakorvosi szolgálat munkájában is. Ezt a területi gyógyító és megelőző munkát összekapcsolva az oktató és tudományos tevékenységgel, szociálpediátriai szemléletű iskolát teremtett. Számos országos szakmai szervezet munkájában vett részt, például az országos csecsemő-gyermekegészségügyi szakmai kollégiuméban, a Magyar Gyermekorvos Társaságban. Alapító tagja volt 1972-ben a Gyermekleukémia és Onkológiai munkacsoportnak, melynek köszönhető az egységes elvekre alapozott ellátás Magyarországon. Tagja volt a Német Szociálpediátriai Társaságnak és az Európai Szociálpediátriai Társaságnak.
Tudományos munkája révén tagja volt a Miskolci Akadémiai Bizottságnak, 1992–2002 között a testület Orvos-Biológiai Szakbizottságának az elnökeként tevékenykedett. 1984-től 1991-ig tagja volt a Tudományos Minősítő Bizottságnak. 1985 és 1990 között országgyűlési képviselő volt. Ebben a beosztásában kezdeményezte a városi tanácsülésen az avasi ökumenikus templom, az Ige temploma megépítését.
Tevékenysége elismeréseként számos elismerést kapott: például 1961-ben a Szocialista Munkáért érdemérmet, 1976-ban a Munka Érdemrend ezüst fokozatát, ugyanebben az évben a Bókay János-emlékérmet, 1980-ban Vöröskeresztes Munkáért arany fokozata kitüntetést, 1986-ban a Gyermekekért díjat, 1991-ben a Schöpf-Merei-emlékérmet, 1992-ben a Batthyány-Strattman László-díjat, 2004-ben a Magyar Köztársasági Érdemrend tisztikeresztjét. Miskolc városa 1983. december 3-án díszpolgárává választotta (ő lett a város 32. díszpolgára). Megkapta Borsod-Abaúj-Zemplén megye Pro Comitatu kitüntetését és a Miskolci Gyémántok elismerést is. 2006 októberében az általa létrehozott és 1976-tól 1991-ig vezetett Gyermekegészségügyi Központban felavatták mellszobrát. 2010. szeptember 30-án az intézmény felvette a nevét, amelyet ettől a naptól fogva Velkey László Gyermekegészségügyi Központnak hívnak.
Felesége, dr. Ormóshegyi Magdolna (1924. március 14. – 2007. február 28.) gyermekgyógyász, gyermektüdőgyógyász, gyermekradiológus főorvos. Három gyermekük született, öt unokájuk van.  Egyik keresztfia Mészáros Zoltán színművész.

## Könyvei
- Gyermekeink gondozása, nevelése. Medicina Könyvkiadó, Budapest, 1984
- Csecsemőgondozás, nevelés. Magyar Vöröskereszt, Budapest, 1986
- Gyermekgyógyászati praktikum (társszerzőkkel). Springer Hungarica Kiadó, Budapest, 1994
- Csecsemő-kisded gondozás, nevelés. Magyar Vöröskereszt, Budapest, 1996